# Juan Nicasio Gallego

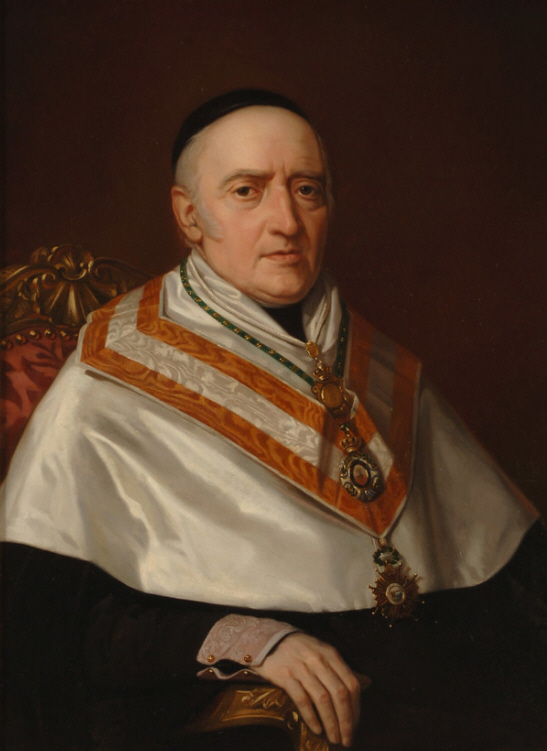
Porträt von Juan Nicasio Gallego, von Luis de Madrazo.

 Juan Nicasio Gallego  (* 14. Dezember 1777 in  Zamora; † 9. Januar 1853 in Madrid) war ein spanischer Dichter.

## Leben und Wirken
Gallego studierte in Salamanca und wurde 1800 zum Priester geweiht. 1805 wurde er in Madrid Hofkaplan und geistlicher Direktor des Pageninstituts. Sein Werk über die Verteidigung von Buenos Aires gegen die Angriffe der Engländer fand 1807 Anerkennung, ebenso seine Elegia al Dos de Mayo im Jahr 1808, die vom Volksaufstand in Madrid am 2. Mai 1808 gegen die Franzosen handelt. Bei einem weiteren Angriff der Franzosen im Dezember des Jahres 1808 floh er mit der Regierung aus Madrid.
Nach der Rückkehr war er zunächst drei Jahre Abgeordneter in der Cortes von Cádiz, dem während der napoleonischen Besetzung Spaniens entstandenen Parlament, wurde aber nach der Restauration in ein Kartäuserkloster in Andalusien verwiesen, wo er weitere Gedichte verfasste. Nach der Revolution von 1820 wurde er Kanonikus in der Metropolitankirche von Sevilla, später Mitglied der General-Studiendirektion und königlicher Rat in Madrid, sowie beständiger Sekretär der königlichen Akademie. 1853 starb er in Madrid.

## Werke
Seine Gedichte, bestehend in Elegien, Oden, Episteln, Sonetten etc., sind meist klassisch geprägt und wurden 1856 von der spanischen Akademie herausgegeben. Sie wurden unter anderem in Ribadeneyras “Biblioteca de autores españoles” in Band 67 gedruckt.